# Kasteel van Sluis

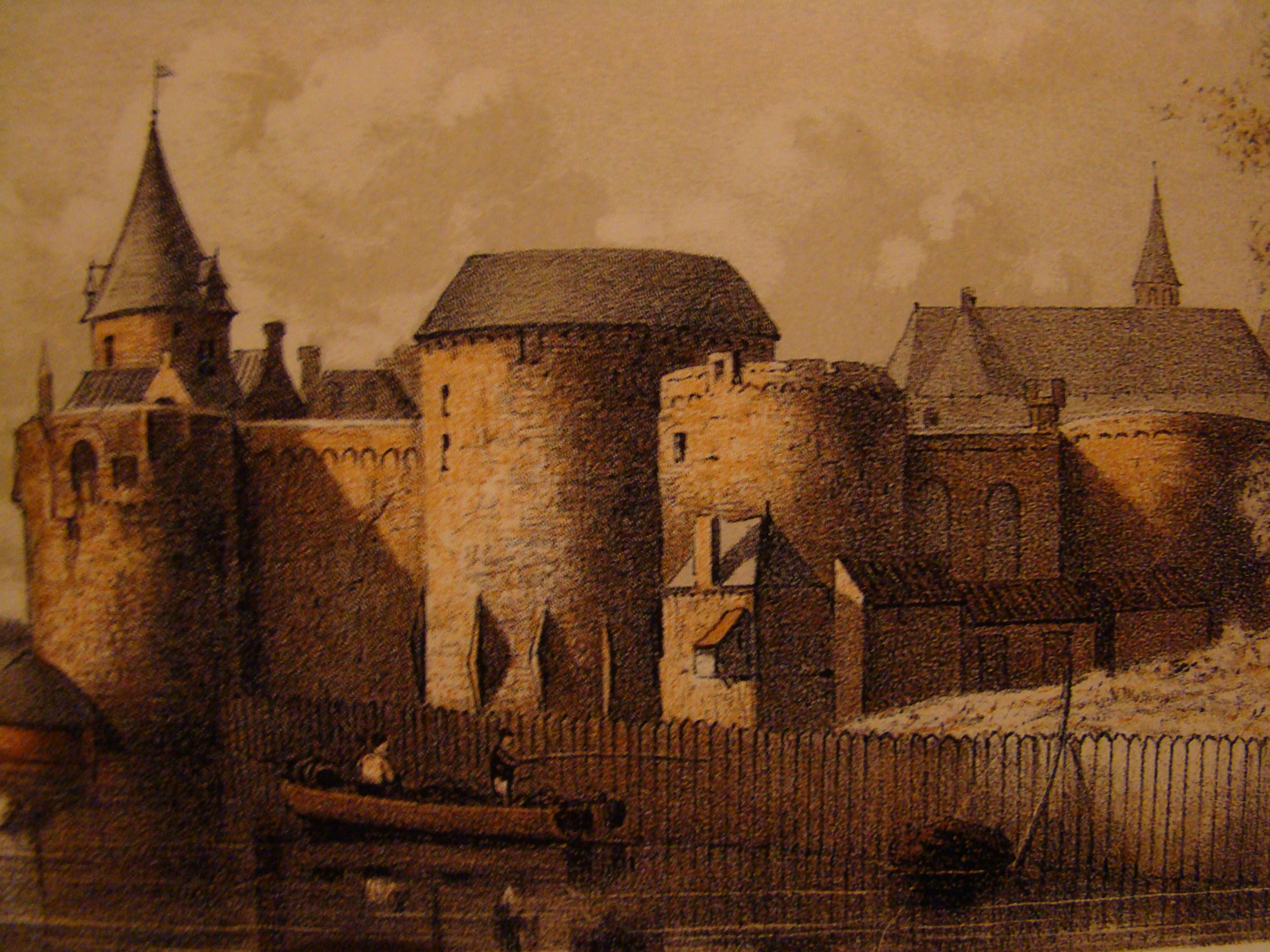
Het kasteel van Sluis

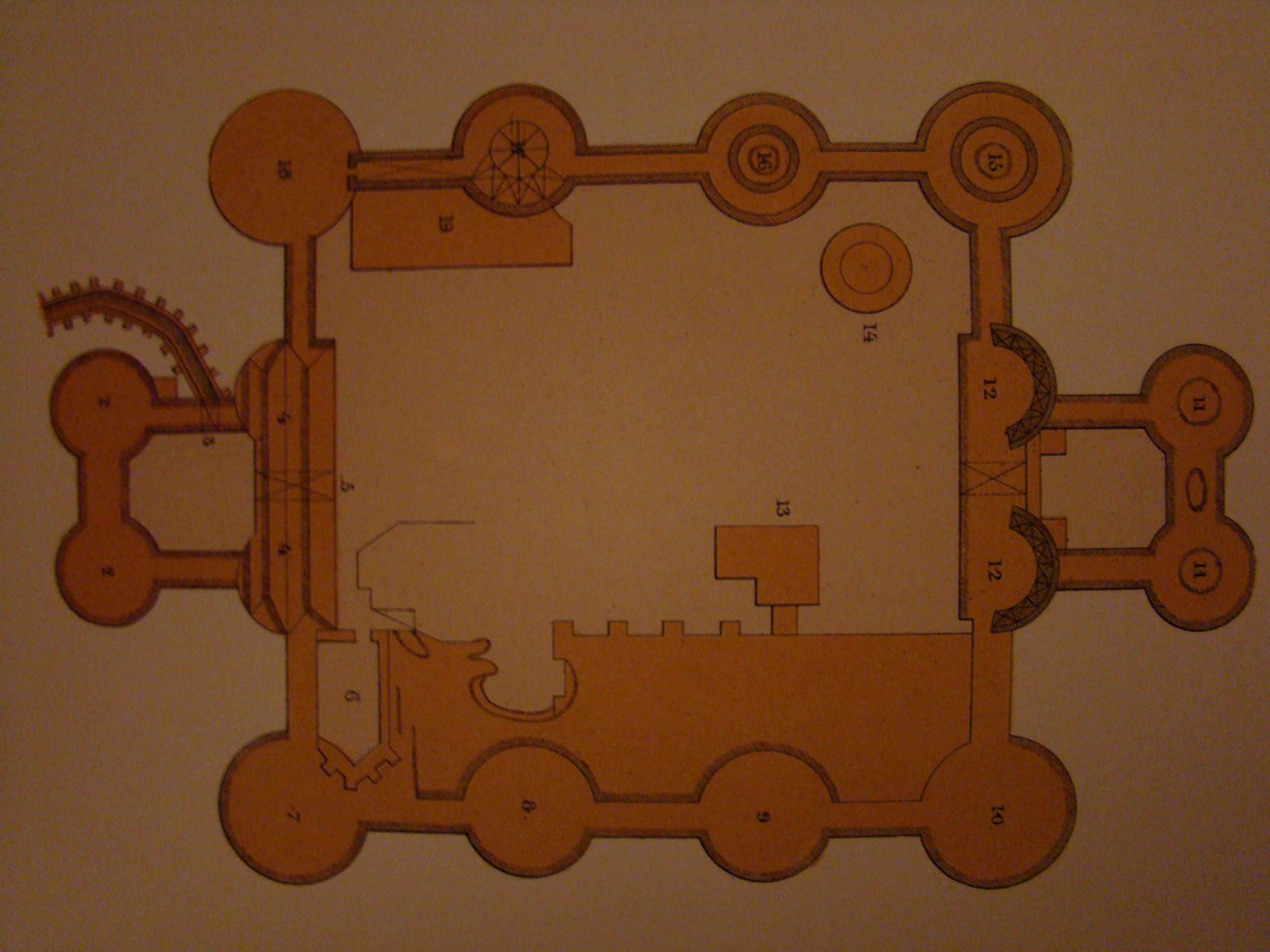
Plattegrond van het kasteel

Het Kasteel van Sluis was gelegen in de stad Sluis en was een van de grootste kastelen in Nederland.

## Geschiedenis
De bouw van het kasteel begon omstreeks 1386 in opdracht van Filips van Bourgondië en werd betaald door Frankrijk. Het werd gebouwd naar ontwerp van meester Marçcon Dreue de Dampmartin en het bezat 16 torens. Het kasteel moest de haveningang van Sluis beschermen. Het kasteel werd nog verder versterkt in opdracht van keizer Karel V. Vanaf 1566 raakte het kasteel in verval. In 1587 kwam het kasteel in Spaanse handen, maar in 1604 werd het veroverd door de troepen van prins Maurits. Wel trachtten de Spanjaarden het kasteel nog herhaaldelijk in bezit te krijgen, maar ze slaagden er niet in. Onder leiding van Menno van Coehoorn werden kasteel en stad verder versterkt.

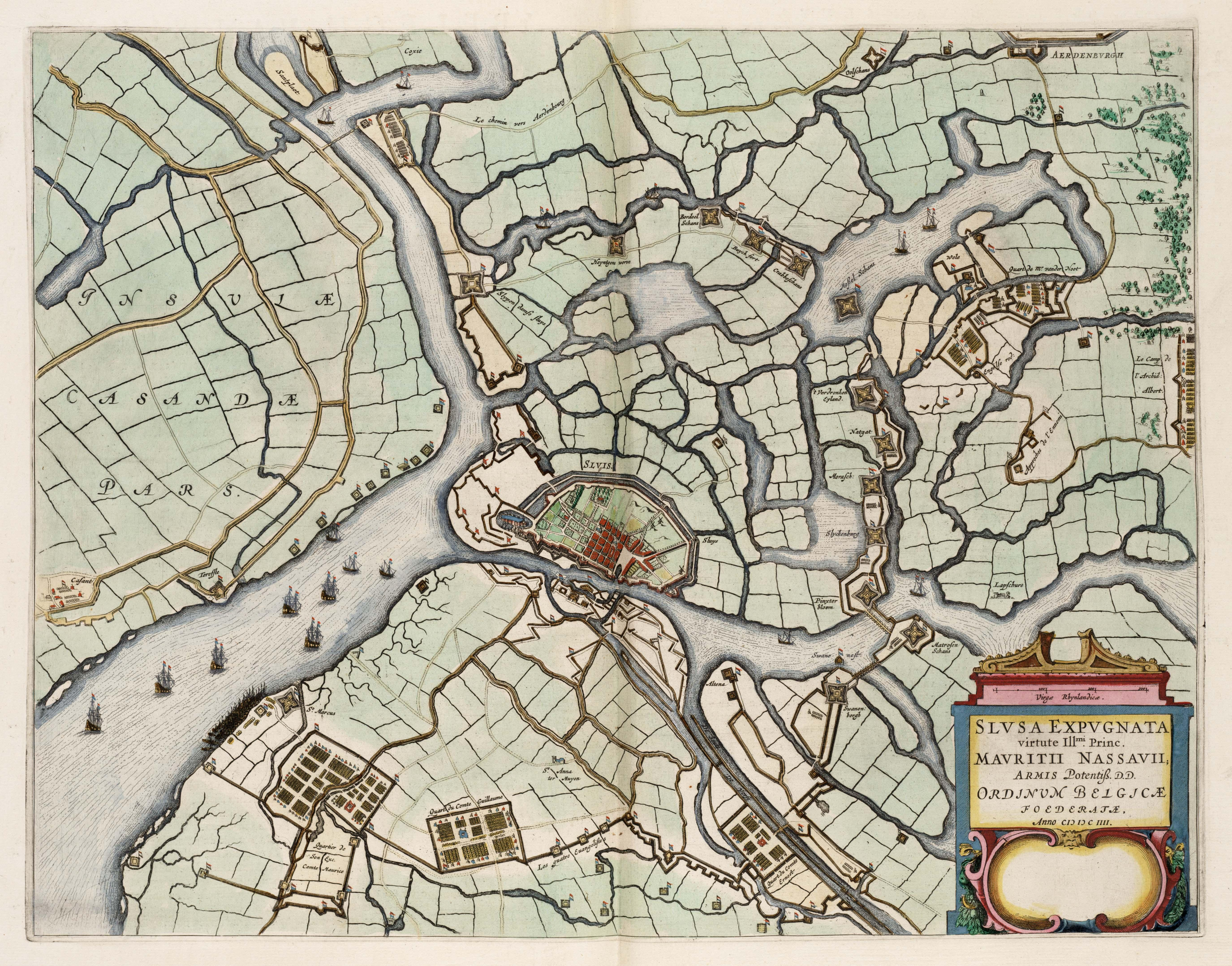
De inname van Sluis door Maurits van Oranje in 1604
(1649), Atlas van Loon

Begin 18e eeuw werd een deel van het kasteel afgebroken, maar tijdens de Oostenrijkse Successieoorlog deed het nog dienst. Het werd in 1747 door de Fransen ingenomen, maar in 1749 weer aan de Republiek teruggegeven. In 1794 werd Sluis door de Fransen belegerd, waarbij het kasteel werd verwoest. In 1820 is het kasteel ten slotte gesloopt en de stenen zijn op 27 juli 1820 verkocht op een veiling en gebruikt voor de versterking van de onderzeese oevers langs de Westerschelde, vooral ten behoeve van de zinkwerken bij de Hoofdplaatpolder. Tegenwoordig rest alleen nog een terrein met reliëf waar het kasteel gestaan heeft. Dit bevindt zich in het uiterste noorden binnen de omwalling van de stad.
De Kasteelpolder bij Sluis is naar dit kasteel vernoemd, maar het kasteel heeft aan de tegenoverliggende oever van het Zwin gestaan.